# أنطونيو كوبو
أنطونيو كوبو هو ممثل كندي، ولد في 10 يناير 1978 بفانكوفر في كندا.

## أعمال

### أفلام
- (2008) مرثية[4]

## وصلات خارجية
- أنطونيو كوبو على موقع IMDb (الإنجليزية)
- أنطونيو كوبو على موقع ألو سيني (الفرنسية)
- أنطونيو كوبو على موقع قاعدة بيانات الفيلم (الإنجليزية)